# Lillkyro
Lillkyro (finska: Vähäkyrö) var en kommun i landskapet Österbotten i Finland, belägen utmed Kyro älv. Den hade 4 769 invånare (2011) och en yta på 177,66 km². Lillkyro var enspråkigt finskt.
Centralorten Lillkyro med 3 602 invånare (2011) ligger 30 kilometer öster om Vasa. Några andra byar i den gamla kommunens område är Greggilä (fi. Krekilä), Haarajoki, Hiiripelto, Hyyriä, Järvenkylä, Kalsila, Kuuttila, Merikart (fi. Merikaarto), Mullonkylä, Ojaniemi, Perkiö, Saarenpää, Saarensivu, Savilahti, Selkämäki, Tapoila, Tervajoki och Torkkola.
Den 1 januari 2013 blev Lillkyro en del av Vasa stad. Kommunsammanslagningen har godkänts trots att kommunerna saknar gemensam gräns. (Korsholms kommun ligger mellan Vasa och Lillkyro.)

## Politik

### Mandatfördelning i Lillkyro kommun, valen 1976–2008
| 3 | 5 | 12 | 7 |

| 3 | 5 | 11 | 8 |

| 2 | 6 | 12 | 7 |

| 2 | 5 | 12 | 8 |

| 2 | 7 | 11 | 7 |

| 2 | 5 | 11 | 9 |

|  | 4 | 11 | 6 | 5 |

| 6 | 8 | 7 | 6 |

| 14 | 13 |

| 5 | 7 | 9 | 6 |

| 14 | 13 |

## Kända personer från Lillkyro
Jakob Oskar Forsman(1839-1899),  rättslärd och politiker.